# Aleksandr Serov

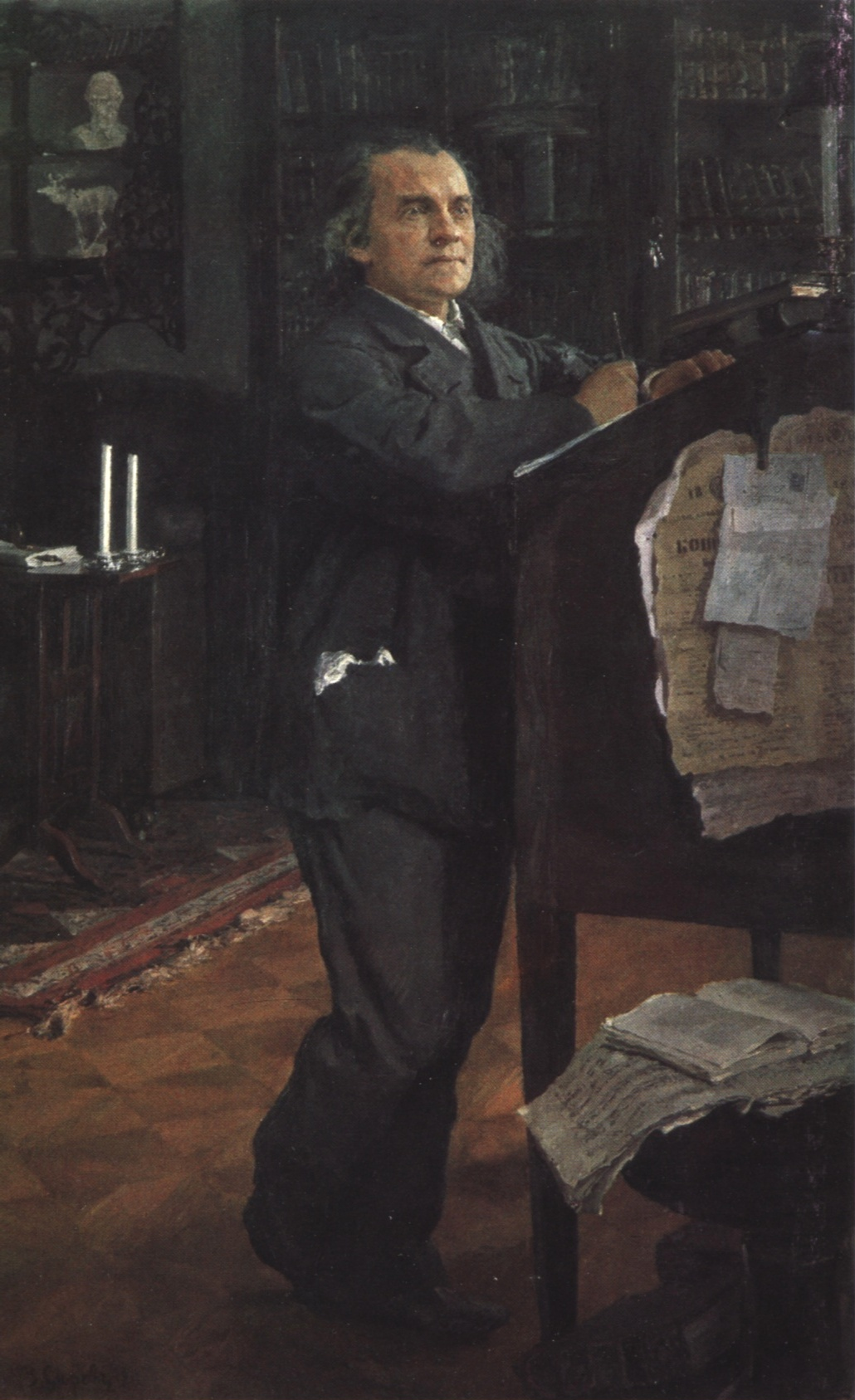
Aleksandr Serov, porträtt av sonen Valentin Serov.

Aleksandr Nikolajevitj Serov (ryska: Александр Николаевич Серов), född 23 januari 1820 i Sankt Petersburg, död där 1 februari 1871, var en rysk tonsättare; far till Valentin Serov. 
Serov studerade tidigt musik, men var länge verksam som ämbetsman. Han framträdde 1850 som musikkritiker och blev den förste förkämpen i Ryssland för Richard Wagners reformidéer. Han debuterade 1863 som tonsättare med operan Judith (med libretto av honom själv), och 1866 med Rogneda, bägge uppförda med avgjord framgång, då man där jämte Wagnerstilen spårade nationella drag. År 1868 lämnade han ämbetsmannabanan för att helt ägna sig åt musiken. Hans sista opera, Vrazjia sila (Onda makter), med scener av folklig friskhet, fullbordades av Nikolaj Solovjov och gavs med framgång 1871. Serov skrev även några kyrkliga tonverk, orkesterstycken och körer. Ett urval av hans uppsatser utgavs i fyra band 1892–1896.